# Muro (Francia)
Muro (in corso Muru) è un comune francese di 276 abitanti situato nel dipartimento dell'Alta Corsica nella regione della Corsica.

## Società

### Evoluzione demografica
Abitanti censiti